# Medios de comunicación en Los Ángeles

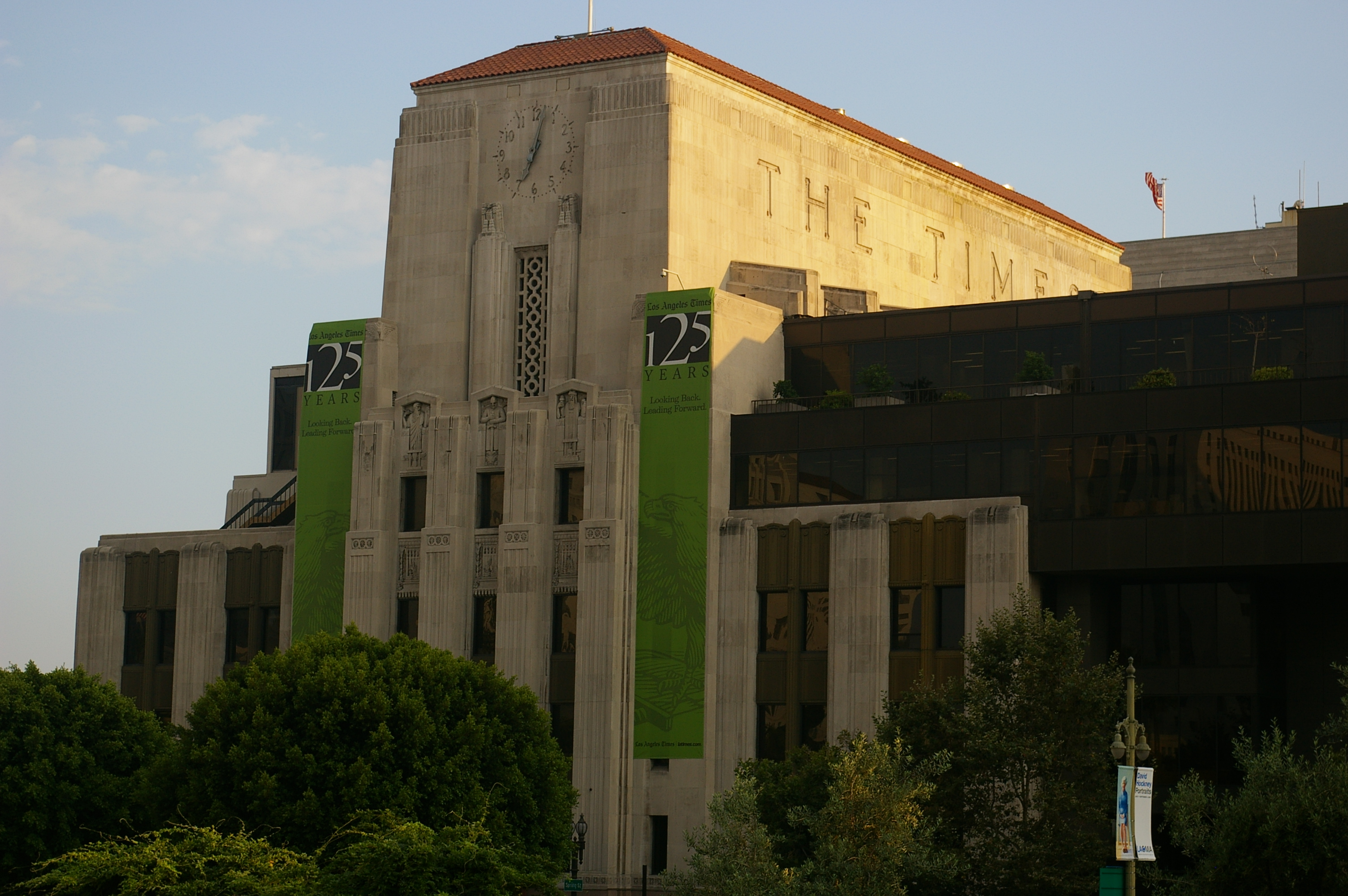
Sede del Los Angeles Times.

Los medios en Los Ángeles abastecen a una gran población del área de Los Ángeles.
El periódico principal de la ciudad es el The Los Angeles Times, mientras que La Opinión es el periódico más importante en español. Los Ángeles también cuenta con una gran variedad de periódicos locales, revistas semanales, incluyendo a:La Prensa de Los Angeles periódico en español con noticias de actualidad, calendario de eventos, Fotogalerias", Los Angeles Daily News (en la cual se enfoca principalmente al Valle de San Fernando), L.A. Weekly, Los Angeles CityBeat, L.A. Record (se enfoca principalmente en la música y cultura del área de Gran Los Ángeles) Los Angeles magazine, Los Angeles Business Journal, Los Angeles Daily Journal (periódico industrial), The Hollywood Reporter y Variety (revista de entretenimiento) y Los Angeles Downtown News. Además de los periódicos y revistas en español e inglés, varias comunidades locales tienen sus periódicos y revistas en sus idiomas, incluyendo coreano, perso, ruso y japonés.
Muchas ciudades cerca de Los Ángeles también tienen sus propios periódicos cuya cobertura y disponibilidad llegan a ciertas áreas de los barrios de Los Ángeles. Algunos de los ejemplos son el the Daily Breeze (abastece a South Bay) y The Long Beach Press-Telegram.
El área metropolitana de Los Ángeles metro es abastecida por una gran variedad de estaciones de televisión, y es el segundo mercado más grande en los Estados Unidos con 5,431,140 de hogares con televisores (4.956% de los Estados Unidos).
Los Ángeles es la única ciudad en tener asignados 7 VHF. Otros mercados tienen 7 VHF pero están divididas entre otras ciudades diferentes. Por ejemplo, la Ciudad de Nueva York tiene 7 asignaciones VHF pero dos de ellas están asignados en ciudades de Nueva Jersey.
Los Ángeles, junto con Washington, D. C., es uno de los pocos mercados de TV que no tienen una asignación VHF para transmisión pública.
Las redes de televisión y afiliadas más importantes de Los Ángeles son KABC-TV 7 (ABC), KCBS 2 (CBS), KNBC 4 (NBC), KTTV 11 (FOX), KTLA 5 (The CW) y KCOP 13 (MyNetwork TV), y KPXN 30 (Ion Television). También hay cuatro transmisiones públicas de PBS en el área, incluyendo a KVCR-TV 24, KCET 28, KOCE 50 y KLCS 58. World TV opera en dos canales, KNET-LP 25 y KSFV-LP 6. Los Ángeles también cuenta con varias estaciones de televisión en español, incluyendo a KMEX 34 (Univision), KFTR 46 (Telefutura), KVEA 52 (Telemundo) y KAZA-TV 54 (Azteca América). KTBN 40 (Trinity Broadcasting Network) es un canal religioso.
Varias estaciones independientes de televisión también operan en el área, incluyendo a KCAL-TV 9 (operado por CBS Corporation), KSCI 18 (se enfoca principalmente en la programación de idiomas asiáticos), KWHY 22 (español), KNLA-LP 27 (español), KSMV-LP 33 (variedad) — un canal de baja potencia con base en Ventura el KJLA 57 — KPAL-LP 38, KXLA 44, KDOC 56 (programación clásica y deportiva), KJLA 57 (variedad) y KRCA 62 (español).